# Виконт Грандисон

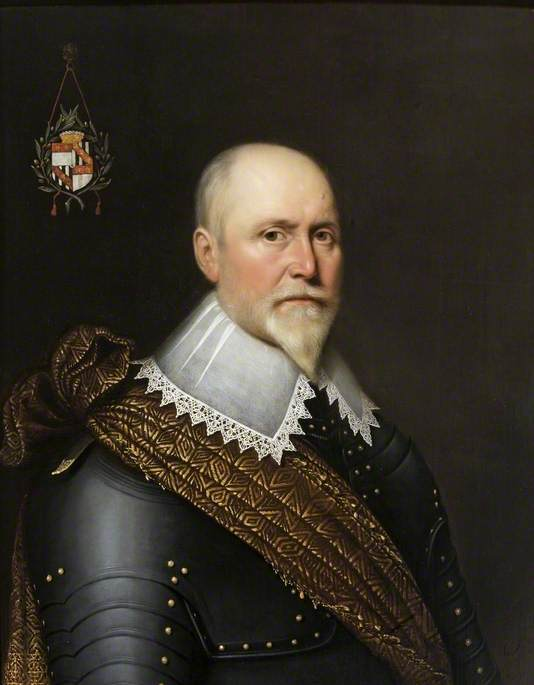
Оливер Сент-Джон, 1-й виконт Грандисон, 1-й барон Трегоз (1559—1630)

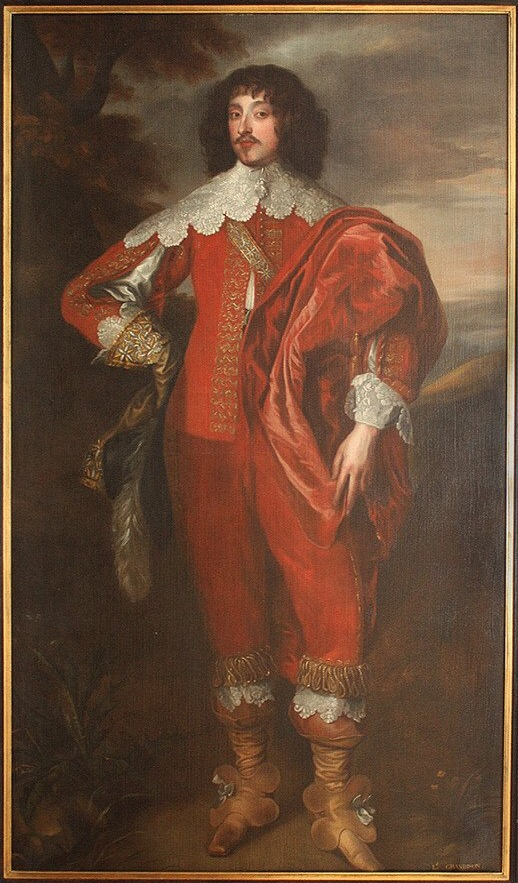
Уильям Вильерс, 2-й виконт Грандисон (1614—1643)

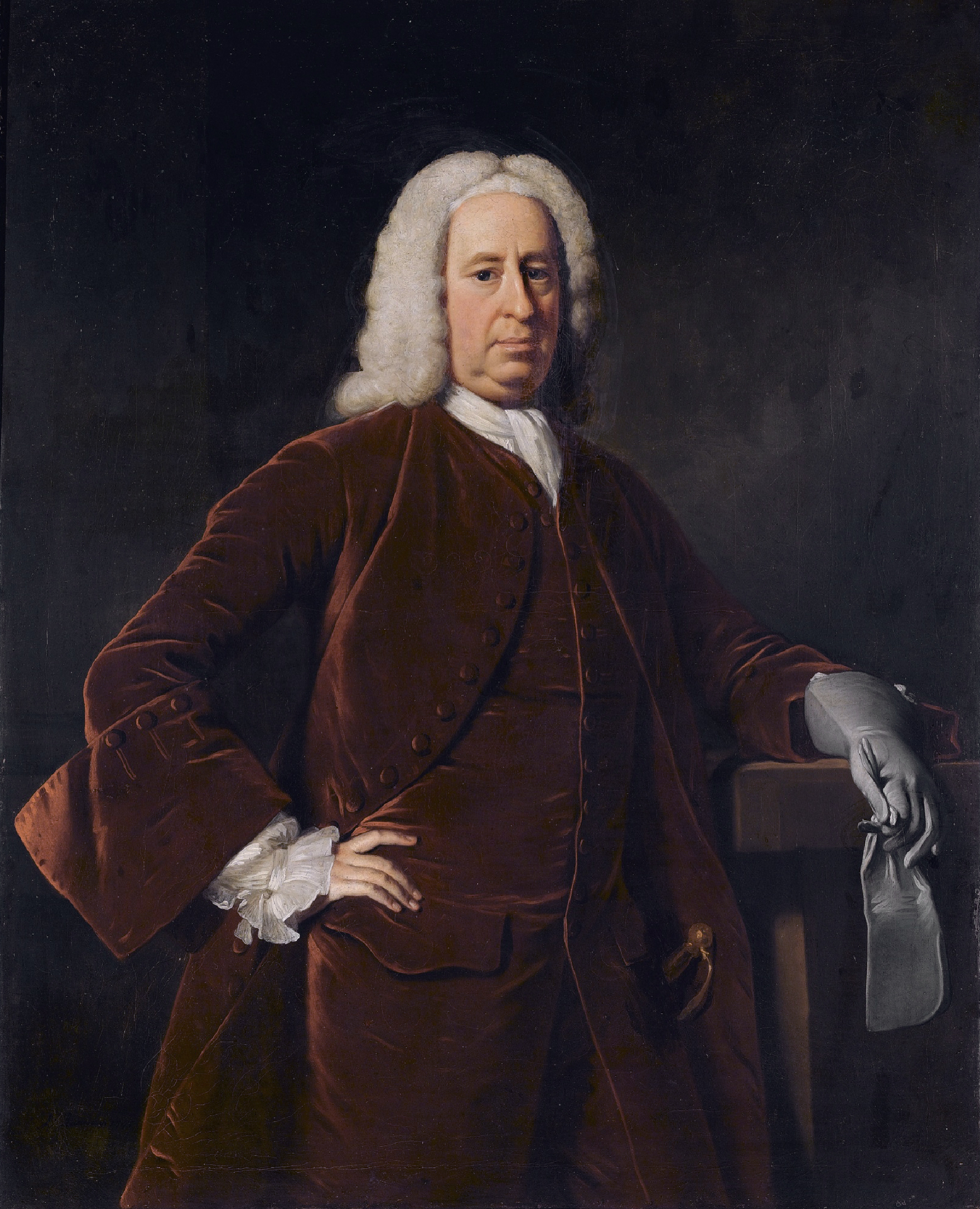
Джон Фицджеральд Вильерс, 1-й граф Грандисон (1692—1766)

Виконт Грандисон из Лимерика в графстве Литрим (англ. Viscount Grandison) — аристократический титул в системе пэрства Ирландии.

## История
Титул виконта был создан 3 января 1620 года для Оливера Сент-Джона (1559—1630), лорда-депутата Ирландии (1616—1622). Он потомком и тезкой Оливера Сент-Джона, чей старший брат, сэр Джон Сент-Джон, был предком баронов Сент-Джон из Блетсо и графов Болингброк. Кроме того, сэр Джон Сент-Джон, 1-й баронет (1585—1648) из Лидиярд-Трегоз, племянник Оливера Сент-Джона, стал родоначальником виконтов Болингброк и Сент-Джон.
Титул виконта Грандисона был создан в 1620 году с правом наследования для мужских потомков Барбары Вильерс, племянницы Оливера Сент-Джона. Она была женой сэра Эдварда Вильерса, старшего сводного брата Джорджа Вильерса, 1-го герцога Бекингема, Кристофера Вильерса, 1-го графа Англси, и Джона Вильерса, 1-го виконта Пурбека.
21 мая 1626 года Оливер Сент-Джон, 1-й виконт Грандисон, получил титул барона Трегоза в системе Пэрства Англии. После его смерти в 1630 году титул барона Трегоза прервался, так как у него не была наследников мужского пола. А титул виконта Грандисона унаследовал его племянник, Уильям Вильерс (1614—1643), старший сын Барбары и сэра Эдварда Вильерса. Уильям Вильерс, 2-й виконт Грандисон, был сторонником английского короля Карла I Стюарта и скончался от ран, полученных в битве при Ньюбери в 1643 году. Его дочь, достопочтенная Барбара Вильерс (1640—1709), стала любовницей короля Карла II Стюарта и получила от него в 1670 году титул герцогини Кливленд.
У 2-го виконта Грандисона не было сыновей, ему наследовал его младший брат, Джон Вильерс, 3-й виконт Грандисон (1616—1659). Он умер бездетным, его сменил его младший брат, Джордж Вильерс, 4-й виконт Грандисон (1617—1699). После его смерти титул унаследовал его внук, Джон Вильерс, 5-й виконт Грандисон (1684—1766). Он был старшим сыном генерала достопочтенного Эдварда Фицджеральда Вильерса (1654—1693), старшего сына 4-го виконта Грандисона.
11 сентября 1721 года для Джона Вильерса, 4-го виконта Грандисона, был создан титул графа Грандисона в системе Пэрства Ирландии. Он скончался в 1766 году, не оставив после себя живых наследников мужского пола. После его смерти графский титул угас, а титул виконта унаследовал его троюродный брат, Уильям Вильерс, 3-й граф Джерси (ум. 1769), который стал 6-м виконтом Грандисоном. Лорд Джерси был правнуком сэра Эдварда Вильерса (1620—1689), пятого сына Барбары Сент-Джон и сэра Эдварда Вильерса. Все последующие графы Джерси носят титул виконта Грандисона.
10 апреля 1746 года Элизабет Мейсон (ум. 1782), дочь Джона Вильерса, 1-го графа Грандисона, получила титул виконтессы Грандисон. 19 февраля 1767 года для неё были созданы титулы виконтессы Вильерс и графини Грандисон. Все три титулы являлись Пэрством Ирландии. Её наследовал в 1782 году её сын, Джордж Мейсон-Вильерс, 2-й граф Грандисон (1751—1800). После его смерти в 1800 году титул графа Грандисона прервался.

## Виконты Грандисон, первая креация (1620)
- Оливер Сент-Джон, 1-й виконт Грандисон (ок. 1560 — 30 декабря 1630), второй сын Николаса Сент-Джона (ок. 1526—1589)
- Уильям Вильерс, 2-й виконт Грандисон (1614 — 30 сентября 1643), старший сын сэра Эдварда Вильерса (1585—1626) и Барбары Сент-Джон (ум. ок. 1672), племянник предыдущего
- Джон Вильерс, 3-й виконт Грандисон (1616 — 9 ноября 1659), младший брат предыдущего
- Джордж Вильерс, 4-й виконт Грандисон (ок. 1617 — 16 декабря 1699), младший брат предыдущего, дед по материнской линии Питта Старшего
- Джон Вильерс, 5-й виконт Грандисон[англ.] (1692 — 14 мая 1766), старший сын бригадного генерала достопочтенного Эдварда Фицджеральда Вильерса (1654—1693), старшего сына 4-го виконта Грандисона. Граф Грандисон с 1721 года.

## Графы Грандисон, первая креация (1721)
- Джон Фицджеральд Вильерс, 1-й граф Грандисон, 5-й виконт Грандисон[англ.] (1692 — 14 мая 1766), старший сын бригадного генерала достопочтенного Эдварда Фицджеральда Вильерса (1654—1693), старшего сына Джорджа Вильерса, 4-го виконта Грандисона.
  - Джеймс Вильерс, лорд Вильерс (до 1715 — 12 декабря 1732), старший сын предыдущего
  - Уильям Вильерс, лорд Вильерс (10 января 1715 — 16 декабря 1739), младший брат предыдущего.

## Виконты Грандисон, первая креация (1620)
- Уильям Вильерс, 3-й граф Джерси, 6-й виконт Грандисон (ум. 28 августа 1769), сын Уильяма Вильерса, 2-го графа Джерси (1682—1721), троюродный брат Джона Фицджеральда Вильерса, 1-го графа Грандисона

Все последующие графы Джерси одновременно являлись виконтами Грандисон.

## Графы Грандисон, вторая креация (1767)
- Элизабет Мейсон, 1-я графиня Грандисон (ум. 29 мая 1782), единственная дочь Джона Вильерса, 1-го графа Грандисона, жена Алана Джона Мейсона (ум. 1759)
- Джордж Мейсон-Вильерс, 2-й граф Грандисон[англ.] (13 июля 1751 — 14 июля 1800), единственный сын предыдущего.